# تبلیغات بالاپر
تبلیغات بالاپر یا واشو یا پاپ‌آپ (به انگلیسی: Pop-up ad یا Pop-ups) گونه‌ای از آگهی‌های اینترنتی هستند که به منظور بالا بردن بازدید از وب‌گاه‌ها یا بدست آوردن نشانی پست الکترونیکی دیگران درست شده‌انداما گاهی اوقات می‌تواند با داشتن یک فایل ضمیمه مثل فایل فلش یا اسکریپت خطرناک موجب آسیب‌پذیری و ایجاد حفره‌های امنیتی در مرورگرشود و در مواقعی بسیار خطرناک است . آگهی‌های بالاپر معمولاً هنگامی که مرورگر، صفحهٔ جدیدی را باز می‌کند به همراه آن صفحه بالا پریده و پنجره‌ای را که تبلیغات در آن قرار دارد نشان می‌دهند. این‌گونه آگهی‌ها معمولاً توسط جاوااسکریپت نوشته می‌شوند ولی راه‌های دیگری هم برای ایجاد آن‌ها هست. این نوع تبلیغات کمتر از سایر تبلیغات محبوب است و عموماً به عنوان هرزنامه در نظر گرفته می‌شوند، تا جائیکه مرورگرهای مختلف بازشدن بالاپرها را منوط به اجازه و تأیید مجدد می‌کنند. همچنین نرم‌افزارهای مختلفی برای جلوگیری از این بالاپرها طراحی شده و در اختیار کاربران قرار گرفته تا بالاپرهای مزاحم را حذف کند.

## تاریخچه
برای اولین بار در اواخر سال ۱۹۹۰ در سایت Tripod.com توسط اتان زوکرمن برای راه‌اندازی تبلیغات در پنجره‌های جداگانه مورد استفاده قرار گرفت
البته او بعدها بابت مزاحمت‌های ایجاد شده عذرخواهی کرد

## کاربردها
امروزه پاپ آپ‌ها بیشتر به عنوان نوعی تبلیغات مورد استفاده قراره می‌گیرد بیشتر وبسایت‌ها و وبلاگ‌ها یک کد جاوا اسکریپ پاپ آپ در سایت خود قرار می‌دهند و تبلیغات آن‌ها برای کاربران به‌طور ناخواسته باز می‌شود به دلیل نوع کاربری پاپ آپ که کنترل آن دست کاربر نیست زیاد برای کاربران خوشایند نیست اما ازطرفی چون کاربران کنترلی روی بازشدن آن ندارند و در اکثر مواقع زیر صفحه اصلی باز می‌شود مورد توجه تبلیغ‌کننده گان قرار گرفته.اما گاهی اوقات از پاپ آپ برای نشان دادن اطلاعاتی استفاده می‌شود که نشان دادن آن در صفحه اصلی باعت برهم خوردن فرم صفحه می‌شود یا انواع برنامه‌های تحت وب از پاپ آپ‌ها به عنوان ابزار استفاده می‌کنند

## پاگرد
1. ↑  فرهنگ واژه‌های مصوب فرهنگستان، ج. ۲
2. ↑  استفاده شده در نسخه فارسی مرورگر فایرفاکس